# 地保奴
地保奴（?—?），北元后主脫古思鐵木兒的次子，孛儿只斤氏。
他随父亲居于漠北。1388年春，明朝大将蓝玉在捕鱼儿海大败北元军。脱古思帖木儿以其太子天保奴、知院捏怯来、丞相失烈门等数十骑逃走。次子地保奴及后妃公主五十余人、渠率三千、男女七万余，马、驼、牛、羊十万，全部被俘。明太祖赐给地保奴等金錢，命有关部门供给他的生活。他向明朝献出金印、金牌。有人说蓝玉和脫古思鐵木兒的后妃私通，明太祖大怒，后妃惭惧自杀。地保奴口出怨言，被明太祖流放到琉球国。